# PGC 70127
LEDA/PGC 70127 ist eine ringförmige Spiralgalaxie vom Hubble-Typ Sbc mit ausgedehnten Sternentstehungsgebieten im Sternbild Aquarius auf der Ekliptik. Sie ist schätzungsweise 170 Millionen Lichtjahre von der Milchstraße entfernt und hat einen Durchmesser von etwa 60.000 Lichtjahren. Sie ist hellstes Mitglied der Galaxiengruppe LGG 467.
Im selben Himmelsareal befinden sich unter anderem die Galaxien PGC 70130, PGC 70133, PGC 1064751, PGC 1066529.

## PGC 70127-Gruppe (LGG 467)
| Galaxie   | Alternativname | Entfernung/Mio. Lj |
| --------- | -------------- | ------------------ |
| PGC 70127 | MCG -1-58-9    | 170                |
| PGC 70130 | MCG -1-58-10   | 172                |
| PGC 70133 | MCG -1-58-11   | 171                |